# Monfero
Monfero 43°22′18,75″B 7°56′47,89″T / 43,36667°B 7,93333°T là một đô thị của Ferrolterra phía tây bắc Tây Ban Nha ở tỉnh A Coruña trong cộng đồng tự trị của Galicia. Dân cư Ferrolterra tập trung lớn thứ 3 Galicia, có dân số trên 211.000 (2005).